# Ассоциация Олимпийских игр и игр Содружества Сейшельских Островов
Ассоциация Олимпийских игр и игр Содружества Сейшельских Островов (англ. Seychelles Olympic and Commonwealth Games Association) — организация, представляющая Сейшельские Острова в международном олимпийском движении. Основана и зарегистрирована в МОК в 1979 году.
Штаб-квартира расположена в Виктории. Является членом Международного олимпийского комитета, Ассоциации национальных олимпийских комитетов Африки и других международных спортивных организаций. Осуществляет деятельность по развитию спорта на Сейшельских Островах.